# Galicia-Klasse (1730)
Die Galicia-Klasse war eine Klasse von zwei 70-Kanonen-Linienschiffen (Zweidecker) der spanischen Marine, die von 1730 bis 1749 in Dienst stand.

## Geschichte
Im Rahmen des Krieges der Quadrupelallianz von 1717 bis 1720 hatte die spanische Marine starke Verluste hinnehmen müssen (siehe die Seeschlacht vor Kap Passero). Als Ersatz dieser Verluste wurde 1722 ein Bauprogramm über 11 Linienschiffe und 9 Fregatten veranlasst. Diesem folgte 1724 ein weiteres über 9 Schiffe, von welche die beiden Einheiten der Galicia-Klasse ein Teil waren.
Die von den beiden Schiffbauingenieuren Cipriáno Autrán y Oliver und Juan Petro Boyer nach den Gaztañeta-Regularien von 1721 entworfene Klasse, wurde auf der Graña-Werft in Ferrol gebaut und im April 1730 bzw. August 1731 in Dienst gestellt.

## Einheiten
| Name    | Bauwerft            | Stapellauf       | Indienststellung | Verbleib |
| ------- | ------------------- | ---------------- | ---------------- | --- |
| Galicia | Graña-Werft, Ferrol | 28. Juli 1729    | 26. April 1730   | Am 5. April 1741 (Schlacht von Cartagena de Indias) durch die Royal Navy gekapert; als Galicia Prize in Dienst und Nutzung als Schwimmende Batterie, hierbei auf Grund gelaufen und im Mai 1741 verbrannt. |
| León    | Graña-Werft, Ferrol | 5. Dezember 1729 | 27. August 1731  | 1749 außer Dienst und 1750 abgebrochen |

## Technische Beschreibung
Die Klasse war als Batterieschiff mit zwei durchgehenden Geschützdecks konzipiert und hatte eine Länge von 46,33 Metern (Geschützdeck) bzw. 42,21 Metern (Kiel), eine Breite von 12,26 Metern und einen Tiefgang von 6,85 Metern bei einer Vermessung von 1095 Tonnen. Sie waren Rahsegler mit drei Masten (Fockmast, Großmast und Kreuzmast). Der Rumpf schloss im Heckbereich mit einem Heckspiegel, in den Galerien integriert waren, die in die seitlich angebrachten Seitengalerien mündeten. Diese waren aus Repräsentationsgründen durch zeitspezifische Schnitzereien und Bildhauerarbeiten geschmückt. Die Beplankung war kraweel ausgeführt, das heißt, die Enden der Planken stießen stumpf aufeinander, so dass eine glatte Außenfläche entstand.
Die Bewaffnung der Klasse bestand aus 70 Kanonen.
|        | Unteres Batteriedeck | Oberes Batteriedeck | Backdeck       | Achterdeck     | Kanonen (Geschossgewicht) |
| ------ | -------------------- | ------------------- | -------------- | -------------- | ------------------------- |
| Design | 26 × 24-Pfünder      | 28 × 18-Pfünder     | 16 × 8-Pfünder | 16 × 8-Pfünder | 70 Kanonen (288,93 kg)    |

## Bemerkungen
1. ↑  Bei der Berechnung des Gewichtes einer Breitseite kann es zu Unterschieden kommen, da in der damaligen Zeit ein Pfund, je nach Land, unterschiedliche Gewichtswerte hatte. Das spanische Libra hatte z. B. ein Gewicht von 460,08 Gramm, während das englische Pound ein Gewicht von 453,592 Gramm hatte.